# Галль, Лидия Николаевна
Галль Лидия Николаевна (1 сентября 1934, Ленинград — 21 октября 2023) — советский и российский учёный в области физической электроники и масс-спектрометрии, одна из создателей метода ионизации электроспрей (первоначально ЭРИ АД — «Экстракция ионов из растворов при атмосферном давлении»), профессор, доктор физико-математических наук.
Окончила Радиофизический факультет Ленинградского политехнического института.
Заведующая лабораторией экологической масс-спектрометрии Института аналитического приборостроения РАН.
Почётный член Всероссийского масс-спектрометрического общества (2005), лауреат медали ВМСО (2007), медали Томсона (2022), медали Мануэля Ривьероса (2022).

## Краткая биография
Доктор физико-математических наук, профессор. Отец: Логинов Николай Николаевич, инженер-механик. Мама: Логинова (Боголюбская) Галина Дмитриевна, конструктор. В 1957 году окончила Радиофизический факультет Ленинградского политехнического института им. М. И. Калинина. В течение времени обучения сдала теорминимум Ландау. С 1957 года работала в Институте аналитического приборостроения РАН (до 1977 года — СКБ аналитического приборостроения АН СССР), где занималась разработкой теории электронно-оптического расчёта масс-спектрометрических приборов, разработкой новых методов ионизации для масс-спектрометрического анализа, созданием новых масс-спектрометрических приборов, разработкой методов и приборов для исследований свойств воды и водно-полевых систем в биологических объектах.
В 1971 году защитила кандидатскую диссертацию на тему «Ионизация и формирование ионных пучков в источниках ионов с электронным ударом» по специальности физическая электроника, а в 1983 году — докторскую диссертацию на тему «Фокусировка и разделение ионных пучков статическими электрическими и магнитными полями» по той же специальности. В течение долгого времени занимала должность заведующего лабораторией методов и приборов экологического мониторинга Института аналитического приборостроения РАН.
Автор многих научных идей, методов и технических решений, в том числе — масс-спектрометрического метода ЭРИ АД («Electrospray») для анализа нелетучих биоорганических полимеров. Разработчик большинства отечественных статических масс-спектрометров. Автор новой концепции роли воды в биохимических реакциях и биофизических процессах при функционировании живых организмов.
Основные научные интересы лежат в области физики и оптики масс-спектрометрических приборов.
В область научных интересов входит также изучение круга вопросов, связанных с биохимическими и биофизическими процессами в объектах окружающей среды, в том числе — изучение влияния внешних физических факторов низкой интенсивности на живые и модельные системы в виде водных растворов и создание для этого изучения новых методик и приборных комплексов с активным использованием возможностей масс-спектрометрических методов и методов диэлькометрии (диэлектрометрии). Одним из важных направлений, разрабатывавшихся Л. Н. Галль, являются новые подходы к изучению роли воды в химических (биохимических) реакциях в растворах, а также структуры воды в связанном и объёмном состояниях в биофизических объектах.
К основным научным достижениям относятся:
- разработка концепции фазового пространства применительно к расчётам масс-спектрометрических приборов;
- предложение и разработка новых методов ионизации, таких как метод ЭРИ АД («электроспрей») для анализа нелетучих лабильных соединений масс-спектрометрическими методами и метод «скользящего разряда» для прямого масс-спектрометрического элементного анализа диэлектриков;
- комплекс исследований физических особенностей ионизации электронным ударом, поверхностной термоионизации и ионизации в сильных электрических полях;
- разработка ряда масс-спектрометрических приборов и источников ионов;
- разработка новой концепции о роли воды в биохимических и биофизических процессах и в функционировании живых организмов.

Опубликовано более ста научных статей и 52 авторских свидетельства и патента.
Член Союза учёных и Секции физики Дома учёных им. М.Горького, член Всероссийского масс-спектрометрического общества.
Почётный член Всероссийского масс-спектрометрического общества (2005),
лауреат награды ВМСО «Почётная медаль „За выдающиеся заслуги в области масс-спектрометрии“»(2007), лауреат медали Томсона (2022, Международный масс-спектрометрический фонд IMSF (США)) и медали Мануэля Ривьероса (2022, Ассоциация масс-спектрометристов Латинской Америки и Бразильское масс-спектрометрическое общество).
Член редакционной коллегии журнала «Научное приборостроение» и редакционной коллегии журнала «Масс-спектрометрия».
(Источники информации: биографические данные редколлегии журнала «Масс-спектрометрия» Архивная копия от 26 января 2011 на Wayback Machine; данные со старой версии сайта ИАП РАН Архивная копия от 4 марта 2016 на Wayback Machine.)
Умерла 21 октября 2023 года в возрасте 89 лет.

## Избранная библиография
- Р. Н. Галль, Л. Н. Галль. Развитие масс-спектрометрического приборостроения: от СКБ АП АН СССР до ИАнП  РАН // Научное приборостроение. — 2002. — Т. 12, № 3. — С. 3—9. — ISSN 0868–5886.
- А. Н. Веренчиков, Н. В. Краснов, Л. Н. Галль. Тандемные масс-спектрометры в биохимии (Обзор) // Научное приборостроение. — 2004. — Т. 14, № 2. — С. 4—23. — ISSN 0868–5886.
- Л. Н. Галль. Физические основы масс-спектрометрии и её применение в аналитике и биофизике. — СПб.: Издательство Политехнического университета, 2010. — 163 с. — 100 экз.
- Лидия Галль. В мире сверхслабых. Нелинейная квантовая биоэнергетика; Новый взгляд на природу жизни. — Лидия Галль, 2009. — 317 с. — 300 экз.
- Лидия Галль. Биоэнергетика - магия жизни. — СПб.: Астрель-СПб, 2010. — 349 с. — 3000 экз. — ISBN 978-5-9725-1723-7.
- Лидия Галль. Материя и жизнь. (Серия "Пальмира-наука"). — М.,СПб.: Пальмира, 2022. — 319 с. — ISBN 978-5-517-07370-9.
- Лидия Галль. Квант мироздания. Квантовая физика и биоэнергетика живых организмов. (Серия "Пальмира-наука"). — М.,СПб.: Пальмира, 2023. — 446 с. — ISBN 978-5-517-09455-1.
- Gall, L. N.; Sachenko, V. D. Computational simulation of mass spectral peak shape // International Journal of Mass Spectrometry and Ion Physics. — 1983. — Т. 46. — С. 43–46. — ISSN 0020-7381. — doi:10.1016/0020-7381(83)80048-5.
- Alexandrov, M. L.; Gall, L. N.; Krasnov, N. V.; Nikolaev, V. I.; Pavlenko, V. A.; Shkurov, V. A. Extraction of ions from solutions under atmospheric pressure as a method for mass spectrometric analysis of bioorganic compounds // Rapid Communications in Mass Spectrometry. — 2008. — Т. 22, № 3. — С. 267—270. — doi:10.1002/rcm.3113.
- Kuzelev, N. R.; Shtan’, A. S.; Kiryanov, G. I.; Gall’, L. N.; Knutarev, A. P.; Solov’ev, G. S.; Saprygin, A. V.; Kalashnikov, V. A.; Novikov, D. V.; Maleev, A. B.; Borodin, V. A.; Gorbunov, V. G.; Savina, Zh. A.; Ivanov, A. P. Modern Russian mass spectrometers for the atomic industry // Journal of Analytical Chemistry. — 2010. — Т. 65, № 13. — С. 1382–1387. — ISSN 1608-3199. — doi:10.1134/S1061934810130125.
- Gall, L.N.; Fomina, N.S.; Giles, R.; Masukevich, S.V.; Beliaeva, O.A.; Gall, N.R. Electrospray Mass Spectrometry with Controlled in-Source Atomization as a Promising Elemental Method: Evaluation of Analytical Features // European Journal of Mass Spectrometry. — 2015. — Т. 21, № 3. — С. 353–359. — ISSN 1469-0667. — doi:10.1255/ejms.1363.
- Gall, L. N.; Yakushev, E. M.; Nazarenko, L. M.; Antonov, A. S.; Semenov, A. A.; Gall, N. R. A Prism Mass-Spectrometer for Isotope Analysis of Hydrogen–Helium Mixtures // Technical Physics Letters. — 2018. — Т. 44, № 7. — С. 646–649. — ISSN 1063-7850. — doi:10.1134/S1061934810130125.